# سیارک ۷۴۴۸
سیارک ۷۴۴۸ (به انگلیسی: 7448 Pollath، نامگذاری:1948AA) هفت هزار و چهارصد و چهل و هشتمین سیارک کشف شده‌است که در ۱۴ ژانویه ۱۹۴۸ کشف شد.